# Kanton Spincourt
Kanton Spincourt (fr. Canton de Spincourt) byl francouzský kanton v departementu Meuse v regionu Lotrinsko. Tvořilo ho 26 obcí. Zrušen byl po reformě kantonů 2014.

## Obce kantonu
- Amel-sur-l'Étang
- Arrancy-sur-Crusne
- Billy-sous-Mangiennes
- Bouligny
- Dommary-Baroncourt
- Domremy-la-Canne
- Duzey
- Éton
- Gouraincourt
- Loison
- Mangiennes
- Muzeray
- Nouillonpont
- Pillon
- Rouvrois-sur-Othain
- Saint-Laurent-sur-Othain
- Saint-Pierrevillers
- Senon
- Sorbey
- Spincourt
- Vaudoncourt
- Villers-lès-Mangiennes